# マックス・クレイトン
マックス・ジェームズ・クレイトン（Max James Clayton, 1994年8月9日 - ）は、イングランド・チェシャー州クルー出身の元サッカー選手。現役時代のポジションはフォワード。

## 経歴
2001年にクルー・アレクサンドラFCでキャリアをスタートさせ、2011年にトップチームに昇格した。4月22日、モアカムFC戦でデビューを果たした。2014年9月18日、チャンピオンシップのボルトン・ワンダラーズFCに3年契約で加入した。
2017年6月、ブラックプールFCへ移籍。

## 代表歴
イングランド代表として各年代でプレーし、2011 FIFA U-17ワールドカップに出場した。

## タイトル
クルー・アレクサンドラ
- フットボールリーグ2・プレーオフ : 2011-12
- フットボールリーグトロフィー : 2012-13